# Гарманово
Гарма́ново (рос. Гарманово) — присілок у складі Верховазького району Вологодської області, Росія. Входить до складу Шелотського сільського поселення.

## Населення
Населення — 17 осіб (2010; 20 у 2002).
Національний склад (станом на 2002 рік):
- росіяни — 100 %